# Скляри
Скляри́ — колишнє село в Україні, Сумській області, Лебединському районі.
Було підпорядковане Підопригорівській сільській раді.
Скляри знаходилося за 0,5 км від сіл Косенки і Майдаки. Поруч проходить автомобільна дорога Т 1918.
Зняте з обліку 1988 року.